# Рудолф Томашек
Рудолф Томашек (чеш. Rudolf Tomášek; Карлове Вари, 11. август 1937) био је чехословачки атлетичар, двоструки учесник Летњих олимпијских игара. Такмичио се у скоку мотком.

## Спортски успеси
- Чехословачки првак у скоку мотком на отвореном — 8 пута: 1961, 1962, 1963, 1964, 1965, 1966, 1967, 1971[1]
- Чехословачки првак у дворани — 1971[2]
- Рекорд Чехословачке обарао 15 пута.
- Први чехословачки атлетичар који је прескочио висину од 5,00 метара.

| Год.  | Место    | Такмичење               | Пласман | Резултат |
| ----- | -------- | ----------------------- | ------- | -------- |
| 1960. | Рим      | Олимпијске игре         | 8.      | 4,50 м   |
| 1962. | Београд  | Европско првенство      |         | 4,60 м   |
| 1964. | Токио    | Олимпијске игре         | 6.      | 4,90 м   |
| 1966. | Дортмунд | Европске игре у дворани |         | 4,80 м   |
| 1967. | Праг     | Европске игре у дворани | 9.      |          |

## Лични рекорд
Скок мотком: 5,03 м — 1966